# Matías Arriagada
Pour les articles homonymes, voir Arriagada.
Arriagada  Pizarro est un nom espagnol. Le premier nom de famille, en général paternel, est Arriagada ; le second, en général maternel, souvent omis, est Pizarro.
Matías Fernando Arriagada Pizarro, né le 28 septembre 1995, est un coureur cycliste chilien. Il est le neveu de Marco Arriagada, également coureur cycliste.

## Biographie
En 2013, Matías Arriagada termine deuxième du championnat du Chili du contre-la-montre juniors. Au mois de septembre, il est sélectionné pour participer aux mondiaux de Florence, en Italie. Dans sa catégorie, il se classe 88e de la course en ligne, à plus de dix minutes du vainqueur Mathieu van der Poel.
En 2015, il remporte au Chili le Tour de la Région du Maule. En 2017, il court en Espagne au club Guerciotti-Redondela. De retour dans son pays natal, il s’impose sur le Tour de Chiloé en 2018,.

## Palmarès sur route

### Par années
- 2011
  -  Champion du Chili du contre-la-montre cadets
- 2013
  - 2e du championnat du Chili du contre-la-montre juniors
- 2015
  - Tour de la Région du Maule
- 2016
  - 3e du championnat du Chili sur route espoirs
- 2017
  - Prologue du Tour de Mendoza (contre-la-montre par équipes)
- 2018
  - 2e étape de la Ascensión a los Nevados de Chillán
  - Tour de Chiloé :
    - Classement général
    - 4e étape

  - 3e du championnat du Chili sur route
- 2019
  - 2e du championnat du Chili du contre-la-montre

### Classements mondiaux
| Année            | 2016 | 2017 | 2018 | 2019 |
| ---------------- | ---- | ---- | ---- | ---- |
| UCI America Tour | 590e |      |      | 250e |

## Palmarès sur piste

### Championnats panaméricains
- Cochabamba 2019
  -  Médaillé d'argent de l'américaine

### Jeux sud-américains
- Asuncion 2022
  -  Médaillé de bronze de la poursuite par équipes

### Jeux bolivariens
- Valledupar 2022
  -  Médaillé d'argent de la poursuite par équipes